# Aedes scutellaris
Aedes scutellaris là một loài muỗi được tìm thấy ở Ambon, quần đảo Aru, Seram, New Guinea. Nó là vật chủ trung gian truyền dengue virus.